# آق‌دیوار (اهر)
آق‌دیوار یکی از روستاهای استان آذربایجان شرقی است که در دهستان قشلاق بخش مرکزی شهرستان اهر واقع شده‌است.این روستا ۴۸ نفر جمعیت دارد.